# Franz Hawlik
Franz Hawlik, Pseudonym Theodor Waldbach, (* 4. Mai 1858 in Troppau, Mähren; † Anfang 1914 in Marburg an der Drau, Österreich-Ungarn) war ein österreichischer Balneologe, Schriftsteller und Buchhändler.

## Leben
Hawlik wuchs in der mährisch-schlesischen Stadt Troppau auf, wo er auch die Schule besuchte. Durch Kontakt zu Heinrich Mattoni wurde er Verwalter des an der Eger gelegenen Kurortes Gießhübl-Puchstein bei Karlsbad, wo er u. a. auch als Balneologe wirkte.
Im Jahre 1897 wechselte Hawlik als Kurdirektor nach Johannisbrunn; 1903 zog er in die Hauptstadt Wien, wo er ein Jahr als freischaffender Redakteur wirkte, bevor er 1904 eine Buchhandlung in der Stadt Leibnitz in der Steiermark übernahm. Hier wirkte er auch als Herausgeber und Redakteur der Alpenländischen Verkehrs-Zeitung. Dieser Zeitung lagen zeitweilig die Praktischen Mitteilungen für Gewerbe und Handel, Land- und Hauswirtschaft bei.
Im Jahre 1908 übersiedelte Hawlik nach Marburg an der Drau, wo er bis zu seinem Tode, der ihn noch vor dem Ausbruch des Ersten Weltkrieges ereilte, als emeritierter Kurdirektor lebte.

## Werke (Auswahl)
- Allerlei aus Mattonis Kurort Gießhübl-Puchstein. Gedichte, Feuilletons, Ansichten und Skizzen von Freunden und Besuchern des Kurortes, Eigenverlag, 1890
- Rodisfort bei Gießhübl-Sauerbrunn, 1895
- Wasserperlen, 1899
- Mohrazauber. Romantisches Singspiel in sechs Bildern, Musik von Carl Auer. Der Gräfin Marie Razumovsky gewidmet, 1900
- Sagen und Allerlei aus der Umgebung der Römerquelle und des Ursulaberges in Kärnten, 1908